# The Ruling Class
The Ruling Class és una comèdia negra britànica dirigida per Peter Medak, estrenada el 1972, adaptació d'obra satírica de Peter Barnes que explica la història d'un noble britànic paranoic esquizofrènic (interpretat per Peter O'Toole) que hereta un títol de Par. La pel·lícula presenta Alastair Sim, William Mervyn, Corall Browne, Harry Andrews, Carolyn Seymour, James Villiers i Arthur Lowe. Va ser produïda per Jules Buck i dirigida per Peter Medak.

## Argument
Després de la mort accidental per asfíxia de Ralph Gurney, membre de la càmera dels Lords i el 13è Comte de Gurney (Andrews), Jack Gurney (O'Toole) esdevé el 14è Comte de Gurney. Jack Gurney al principi pensa que és Déu i impressiona la seva família i amics amb el seu discurs de retornar al món per donar-li amor i caritat, per no esmentar que deixa les rutines de cançó i dansa i que dorm en una creu. Quan s'enfronta amb fets desagradables (com la seva identitat com el 14è Comte), Jack els posa en la seva olla de pressió i desapareixen. El seu oncle, Sir Charles (Mervyn), el casa amb la seva amant, Grace (Seymour), amb l'esperança de tenir un hereu i posar el seu nebot en una institució; el pla falla quan Jack s'enamora de Grace. Jack guanya un altre aliat en la dona de Sir Charles, Lady Claire (Browne), que odia el seu marit i es fa amiga de Jack només per molestar-lo. També comença a anar al llit amb el psiquiatre de Jack, el Dr. Herder (Michael Bryant), que el persuadeix de curar Jack.

## Repartiment
- Peter O'Toole: Jack Arnold Alexander Tancred Gurney - 14è Comte de Gurney
- Alastair Sim: Bisbe Bertie Lampton
- Arthur Lowe: Daniel Tucker
- Harry Andrews: Ralph Gurney - 13è comte de Gurney
- Coral Browne: Lady Claire Gurney
- Michael Bryant: Dr. Herder
- Nigel Green: McKyle

## Premis i nominacions

### Nominacions
- 1972: Palma d'Or
- 1973: Oscar al millor actor per Peter O'Toole
- 1973: Globus d'Or a la millor pel·lícula de parla no anglesa

## Rebuda
La pel·lícula va ser un "fracàs comercial [... que] s'ha convertit d'aleshores ençà en un film de culte classic";Peter O'Toole la va descriure com a "comèdia de tragic relleu".